# Kobayashi Takamichi
Takamichi Kobayashi (sinh ngày 3 tháng 1 năm 1979) là một cầu thủ bóng đá người Nhật Bản.

## Sự nghiệp câu lạc bộ
Takamichi Kobayashi đã từng chơi cho Albirex Niigata.